# Chirodactylus
Chirodactylus — рід окунеподібних риб родини Джакасові (Cheilodactylidae). Представники роду зустрічаються в Атлантичному та Індійському океанах.

## Класифікація
Рід містить 3 види:
- Chirodactylus brachydactylus (G. Cuvier, 1830)
- Chirodactylus grandis (Günther, 1860)
- Chirodactylus jessicalenorum M. M. Smith, 1980